# Lubow Sadczikowa
Lubow Iwanowna Sadczikowa (ros. Любовь Ивановна Садчикова, ur. 22 września 1951 w Kujbyszewie – zm. 22 listopada 2012 w Smoleńsku) – rosyjska łyżwiarka szybka reprezentująca ZSRR, złota medalistka mistrzostw świata.

## Kariera
Największy sukces w karierze Lubow Sadczikowa osiągnęła w 1978 roku, kiedy zdobyła złoty medal podczas sprinterskich mistrzostw świata w Lake Placid. W zawodach tych wyprzedziła bezpośrednio reprezentantkę gospodarzy Beth Heiden oraz Polkę Erwinę Ryś-Ferens. W tej samej konkurencji była ponadto czwarta na rozgrywanych cztery lata wcześniej sprinterskich mistrzostwach świata w Innsbrucku, gdzie walkę o medal przegrała z Moniką Pflug z RFN. Zajmowała też między innymi piąte miejsce na mistrzostwach świata w Göteborgu w 1975 roku i siódme na mistrzostwach świata w Oslo dwa lata wcześniej. W 1976 roku wzięła udział w igrzyskach olimpijskich w Innsbrucku, zajmując szóste miejsce w biegu na 500 m. Zdobyła pięć tytułów mistrzyni ZSRR: na 500 m w latach 1975 i 1978 oraz na 1000 m w latach 1974, 1976 i 1977. W 1979 roku zakończyła karierę.